# Bruno Dias Souza

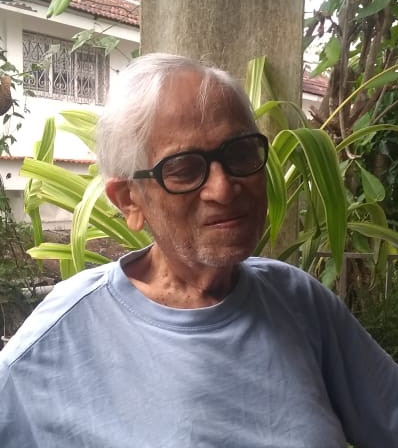
Bruno Dias Souza (2020)

Bruno Dias Souza (* 6. Oktober 1925 in Goa, Portugiesisch-Indien; † 2. März 2025) war ein portugiesisch-indischer Architekt und Hochschullehrer. Souza gehörte wie seine Zeitgenossen und engen Freunde Charles Correa und Raj Rewal zu einer Generation von Architekten, die wiederentdecken wollten, was moderne Architektur für Indien bedeutet.

## Leben
Bruno Dias Souza wurde 1925 in Goa, Portugiesisch-Indien, geboren. Er wuchs in dem Goa-Dorf Badem in Salvador do Mundo auf. Er besuchte das Liceu Nacional Afonso de Albuquerque im damals portugiesisch beherrschten Goa. Er zog nach Dharwad und Bombay, um dort im Rahmen des Bachelor-Studiengangs am St. Xavier's College Mathematik und Physik zu studieren. Er schloss 1955 sein Studium an der US-amerikanischen Columbia University mit dem B.Arch. und 1957 sein Architekturstudium in Harvard University mit einem M.Arch. ab. Nach seinem Studienabschluss und einem Postgraduiertenstudium in den Vereinigten Staaten arbeitete er für internationale Firmen in Mittel- und Südamerika, unter anderem in Brasilia, Brasilien, bevor er nach Goa zurückkehrte. In Goa, das noch unter portugiesischer Herrschaft stand, entwarf er staatliche Grund- und Sekundarschulen.
Souza war Professor, zudem von 1983 bis 1988 Direktor, an der School of Planning and Architecture (SPA) in Neu-Delhi und langjährig beratend für die Vereinten Nationen tätig. Zu seinen bekannten Werken gehören die Pfarrkirche von Okhla und das Kloster der Loretto-Nonnen in Neu-Delhi, sein eigenes Haus Altinho und den Obersten Gerichtshof von Goa sowie verschiedene UNESCO-Projekte der Weltbank im Sudan, Vietnam, Liberia, Republik Kap Verde und der Republik Guinea.
Für seine Arbeiten wurde er 2006 mit dem portugiesischen Architekturpreis Socio Honorario-Ordem Dos Arquitectos ausgezeichnet.
Bruno Dias Souz starb am 2. März 2025 im Alter von 99 Jahren.